# Lauro António

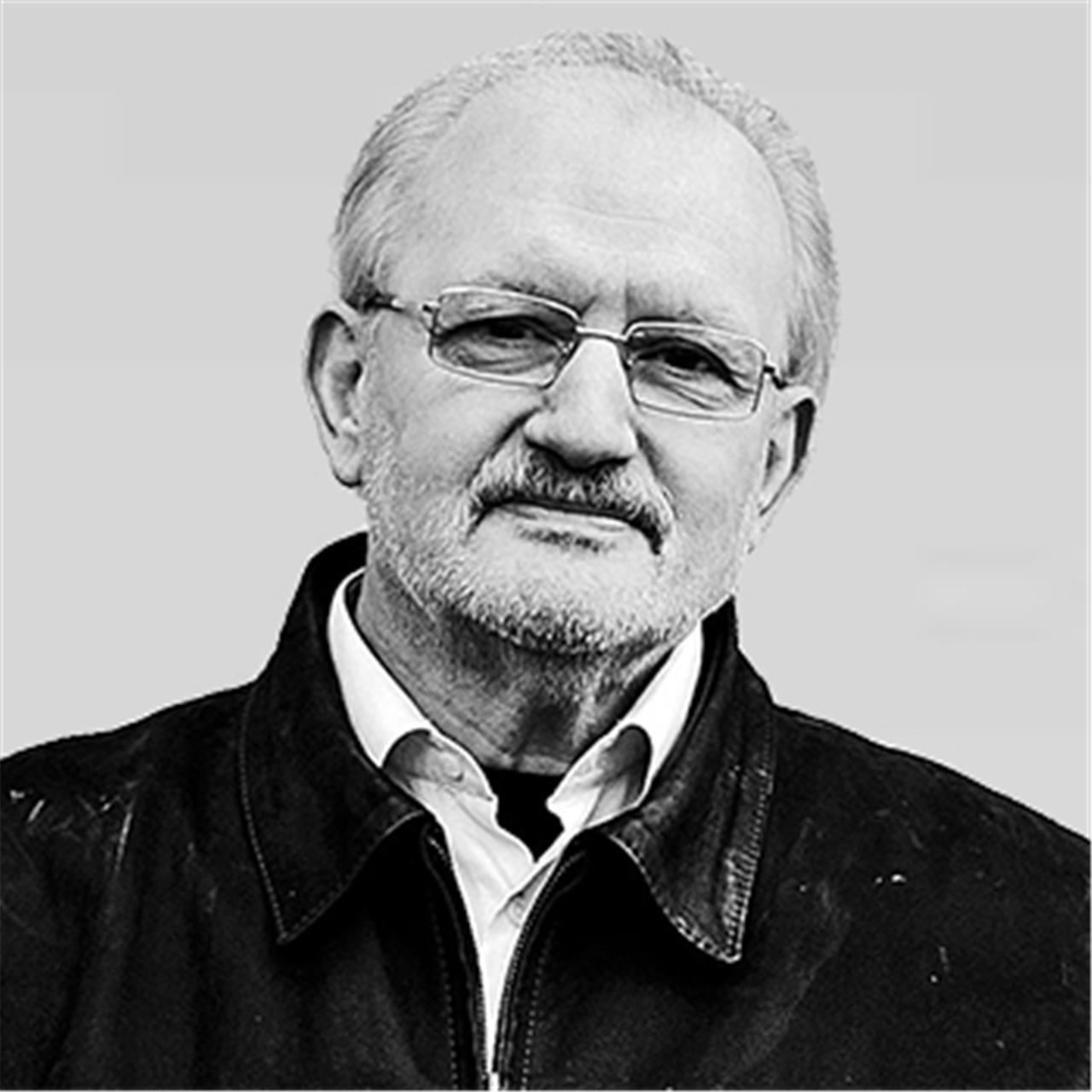
Lauro António (2019)

Lauro António de Carvalho Torres Corado (* 18. August 1942 in Lissabon; † 3. Februar 2022 ebenda) war ein portugiesischer Filmregisseur.

## Leben
Geboren 1942 in Lissabon, zog er mit seinen Eltern im Alter von 7 Jahren nach Portalegre, wo er bis zum 14. Lebensjahr lebte. Dort begann er bereits als Jugendlicher, über Film in lokalen Zeitungen zu schreiben, etwa im O Distrito de Portalegre. Seit 1958 zurück in Lissabon, begann er 1961 ein Geschichtsstudium an der Universität Lissabon. Dort wurde er in der Filmklub-Bewegung aktiv, insbesondere durch seine Mitgliedschaft im Cineclube Universitário de Lisboa und im ABC, dessen Vorsitzender er wurde.
Er begann als Filmkritiker tätig zu werden, in erster Linie in Zeitungen, etwa im Diário de Lisboa (1967–1975), im Diário de Notícias (1976–1986), in A Capital, und in Sete, aber auch in Fernsehen und Radio der RTP/RDP. Darüber hinaus leitete er Kinos des Filmvertriebes Lusomundo (Apolo 70 1969–1986, Caleidoscópico 1975–1977, Foco 1973–1977), und veröffentlichte verschiedene Bücher zum Thema Film.
Die eigene Regiearbeit begann er mit verschiedenen Kurzfilmen, bevor er mit Versunkener Morgen (orig.: Manhã Submersa), nach dem Roman von Vergílio Ferreira,  einen ersten langen Spielfilm produzierte. Der Film feierte 1980 auf dem Filmfestival von Cannes Premiere und fand die Beachtung der internationalen Kritik. Er etablierte António als Regisseur des Portugiesischen Films.
Lauro António produzierte anschließend eine Sendereihe (1983–1984) für das öffentlich-rechtliche Fernsehen RTP, unter dem Titel Histórias de Mulheres (dt.: Geschichten von Frauen). Die Arbeiten von ihm selbst und die der anderen beteiligten Regisseure beleuchteten dabei in unterschiedlichen Blickwinkeln die Situation der Frau im Portugal nach der Nelkenrevolution. Unter Antónios vier Beiträgen war Casino Oceano, der 1983 beim Filmfestival im Casino Figueira Premiere hatte, und teilweise im namensgebenden, neben dem Festivalspielort liegenden Casino Oceano gedreht worden war.
Als Regisseur ist er danach nur noch sporadisch in Erscheinung getreten. Mitte der 1990er Jahre wurde er Programmleiter im Bereich Spielfilm für den privaten Fernsehsender TVI, wo er zudem in der Reihe Lauro António apresenta von ihm selbst ausgewählte Filme zeigte. 2009 zeigte die öffentlich-rechtliche RTP eine von António gedrehte Dokumentation zum 50. Jahrestag der Präsidentschaftskandidatur Humberto Delgados 1959, einem der bedeutendsten Widerstandsmomente gegen das Salazar-Regime.
2018 wurde er von Staatspräsident Marcelo Rebelo de Sousa mit dem Orden des Infanten Dom Henrique im Komturrang ausgezeichnet.

## Filmografie
- 1975: Prefácio a Vergílio Ferreira (auch Schnitt und Produzent)
- 1975: Vamos ao Nimas
- 1978: Bonecos de Estremoz
- 1978: O Zé-Povinho na Revolução
- 1980: Versunkener Morgen (orig.: Manhã Submersa, auch Drehbuch, Schnitt und Produzent)
- 1983: Paisagem Sem Barcos (auch Schnitt und Produzent)
- 1983: Mãe Genovena (auch Schnitt und Produzent)
- 1983: Casino Oceano (TV, auch Schnitt und Produzent)
- 1984: A Bela e a Rosa (auch Drehbuch, Schnitt und Produzent)
- 1986: O Vestido Cor de Fogo (auch Drehbuch und Produzent)
- 1988: Conto de Natal (TV, auch Drehbuch)
- 1998: José Viana, 50 anos de carreira
- 2009: Obviamente Demito-o! (auch Drehbuch und Schnitt)

## Bibliografie
- Três Peças em Um Acto (Cronos, Lissabon 1966)
- O Cinema entre Nós (Cronos, Lissabon 1967)
- O Cinema entre Nós. (D.Quixote, Lissabon 1968)
- Introdução ao ao Cinema Húngaro. (Enquadramento, Lissabon 1974)
- Elementos para a História do Cinema Cubano. (Enquadramento, Lissabon 1975)
- Cinema e Censura em Portugal. (Arcádia, Lissabon 1978)
- Figueira da Foz – 10 anos de Cinema. (Câmara Municipal da Figueira da Foz, Figueira da Foz 1982)
- Horror Film Show – O Cinema Fantástico nos Anos 70. (Fantasporto, Porto 1984) zwei Bände
- Jacques Tourneur. (Fantasporto, Porto 1985)
- Anuário Video. (Sete, Lissabon 186)
- A Encenação. (SPA, Lissabon 1987)